# Монтрё Волей Мастерс
«Монтрё Волей Мастерс» (фр. Montreux Volley Masters) — престижное международное волейбольное соревнование для приглашенных организаторами женских сборных. Проходит в швейцарском городе Монтрё.

## История
Впервые соревнование в Монтрё под названием Кубок наций было проведёно в 1984 году для сборных Швейцарии, Франции, Нидерландов, Бельгии и Югославии. Три следующих розыгрыша турнира, ещё не получившего официального признания FIVB, также прошли с участием 5 команд.
В 1988 году Кубок наций был официально одобрен FIVB и с того времени в розыгрыше трофея участвуют топовые в мире женского волейбола сборные. В 1989—1990 годах участники соревнований делились на две группы. Во второй группе выступали хозяйки соревнований, которые не могли конкурировать с сильнейшими командами мира.
В 1990 году турнир получил название BCV Volley Cup, с 1998 года носит современное название. Сборная Швейцарии выступала в состязаниях до 1996 года включительно, а после паузы в проведении состязаний (1997 год) отказалась от выступлений на этом уровне, вернувшись в турнир в 2013 году.
В последние годы в турнире участвуют 8 команд, играющие в двух группах, затем в полуфиналах за 1—4-е и 5—8-е места и в финалах за 1-е, 3-е и 5-е место. Чаще всего (9 раз) побеждала сборная Кубы.

## Титулы
| Место | Страна                   | Золото | Серебро | Бронза | Всего |
| ----- | ------------------------ | ------ | ------- | ------ | ----- |
| 1     | Куба                     | 9      | 4       | 3      | 16    |
| 2     | Бразилия                 | 7      | 2       | 1      | 10    |
| 3     | Китай                    | 6      | 9       | 5      | 20    |
| 4     | Италия                   | 2      | 3       | 3      | 8     |
| 5     | Россия                   | 1      | 5       | 3      | 9     |
| 6     | Швейцария                | 1      | 1       | 2      | 4     |
| 6     | Япония                   | 1      | 1       | 2      | 4     |
| 8     | Германия                 | 1      | 1       | 0      | 2     |
| 9     | Нидерланды               | 1      | 0       | 2      | 3     |
| 9     | Турция                   | 1      | 0       | 2      | 3     |
| 11    | Франция                  | 1      | 0       | 1      | 2     |
| 12    | СССР                     | 1      | 0       | 0      | 1     |
| 12    | Чехословакия             | 1      | 0       | 0      | 1     |
| 14    | США                      | 0      | 4       | 2      | 6     |
| 15    | Югославия                | 0      | 1       | 1      | 2     |
| 16    | Польша                   | 0      | 1       | 0      | 1     |
| 16    | Таиланд                  | 0      | 1       | 0      | 1     |
| 18    | Республика Корея         | 0      | 0       | 3      | 3     |
| 19    | Греция                   | 0      | 0       | 1      | 1     |
| 19    | Хорватия                 | 0      | 0       | 1      | 1     |
| 19    | Доминиканская Республика | 0      | 0       | 1      | 1     |